# Ana Inês Teixeira da Silva
Ana Inês Teixeira da Silva (2001) é uma xadrezista portuguesa. Ao nível internacional é, desde em 2022, Mestre FIDE feminina (WMF), tendo participado nas Olimpíadas de 2016 (Azerbaijão), 2018 (Geórgia), 2022 (Índia) e 2024 (Hungria). Ao nível nacional, ganhou o Campeonato Português de Xadrez feminino de 2015 e 2024, acumulando neste último os três títulos ao consagrar-se campeã nacional no ritmo clássico (conquistado no início de junho, em  Famalicão), campeã nacional de rápidas e campeã nacional de semirrápidas (ambos em setembro, em Viseu), sendo que, em 2019, foi vice-campeã e campeã nacional de semirrápidas e vice-campeã sub-16 de semirrápidas 2015/2016.

## Títulos
Pela Federação Internacional de Xadrez (FIDE) é Mestre FIDE feminina (WMF), desde 2022, integrando o lote restrito das que alcançaram este título WMF.
No contexto interno, Ana Inês Teixeira da Silva ganhou o Campeonato Português de Xadrez feminino de 2015, bem como o de 2024, em que acumulou três títulos ao consagrar-se campeã nacional no ritmo clássico (conquistado no início de junho, em  Famalicão), campeã nacional de rápidas e campeã nacional de semirrápidas (em setembro, em Viseu, sendo que, em 2019, foi vice-campeã e campeã nacional de semirrápidas, e vice-campeã sub-16 de semirrápidas 2015/2016, sendo uma das melhores xadrezistas de Portugal, tal como o é ao nível internacional.

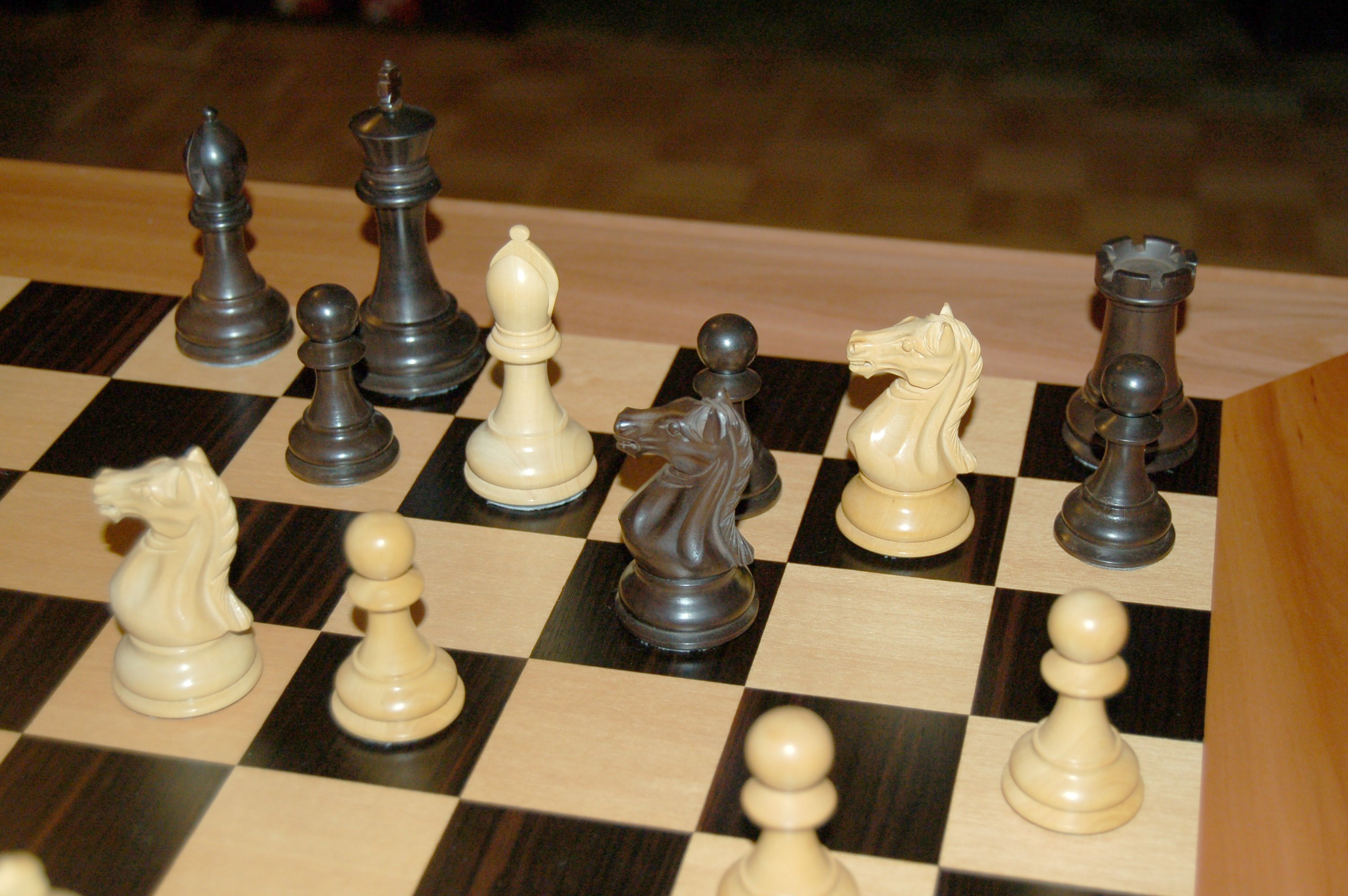
O tabuleiro do jogo em que Ana Inês Teixeira da Silva é mestra a movimentar peças e ganhar

## Campeonatos, torneios e olimpíadas
Participou desde jovem em eventos, torneios e campeonatos nacionais e internacionais, sendo de destacar, entre muitos outros, os seguintes:
- Campeonato português feminino 2023-2024 e 2024-2025;[9]
- Campeonato português pares misto 2024-2025;[9]
- Torneio de xadrez de Silves, 2025;[9]
- Roquetas Chess Festival 2025 - XXXVI International Open, 2 a 7 de janeiro de 2025, Roquetas;[10][9]
- Leça Chess Open 2024, 31 de julho a 6 de agosto de 2024, Leça da Palmeira;[9]
- Maia Chess Festival 2024, 23 a 31 de agosto de 2024;[9]
- XI Famalicão Chess Open, 22 a 28 de julho 2024, Famalicão (foi a portuguesa melhor classificada);[9]
- Torneio Sabir Ali-Figueira da Foz 2024, 11 a 17 de novembro de 2024, Figueira da Foz;[11]
- Campeonatos Europeus de xadrez feminino de 2023 e 2024;[9]
- Olimpíadas de xadrez feminino de 2016 (Azerbaijão), 2018 (Geórgia), 2022 (Índia) e 2024 (Hungria);[3][9][12]
- XVII Festival Internacional de Xadrez da Figueira da Foz, 2023, Figueira da Foz;[9]
- Setmana Catalana de l’Esport, 2023;[9]
- Campeonatos nacionais femininos de 2019, Portimão - segundo festival de xadrez da Cidade Europeia do Desporto (2.ª classificada);[5][6]

### Estágios e outros eventos
- em outubro de 2024, em Matosinhos, participou na festa do xadrez feminino comemorando o centenário da Federação Internacional de Xadrez (FIDE) e do Dia mundial do cancro da mama, organizada pela associação Chess2All e Câmara municipal de Matosinhos, demonstrando que é possível dar xeque-mate ao câncer, através deste jogo, enquanto ferramenta social, de união e entretenimento, no fomento da igualdade de género.[13]
- em 9 e 10 de março de 2019, no centro de estágios da DESMOR, em Rio Maior, participou no 1.º estágio do ano de 2019 da seleção nacional feminina, que, conduzido pelo mestre internacional e FIDE Trainer Sérgio Rocha, serviu para juntar um grupo de atletas em observação e promover o espírito de equipa entre as xadrezistas. Também participaram neste estágio, entre outras, Filipa Fortuna Pipiras, Mariana Sofia Teixeira da Silva e Rita Maria Osório Jorge;[14]
- em 23 e 24 de novembro de 2019, no Centro de Estágios da DESMOR, em Rio Maior, participou, com mais 7 xadrezistas, representando 7 clubes, no 3.º estágio nacional feminino do ano de 2019, visando a sua preparação para competições internacionais. Também participaram neste estágio, entre outras, Filipa Fortuna Pipiras e Rita Maria Osório Jorge e a preparação foi igualmente conduzida pelo mestre internacional e FIDE Trainer Sérgio Rocha.;[15]

## Aberturas de jogopreferidas
Entre as suas aberturas de jogo preferidas contam-se, com as brancas: Defesa siciliana fechada; Quatro cavalos, variação escocesa; Abertura escocesa; Defesa Caro-Kann, variante das trocas; e com as negras: Abertura do peão do rei; Caro-Kann, variação de Steinitz; Abertura do Peão da Dama; Quatro cavalos, variação escocesa.

## Clube
Ana Inês Teixeira da Silva é associada do CXA A2D (Clube Escolar de Xadrez da Associação Académica Didáxis) (Vila Nova de Famalicão) 

## Vida pessoal
É irmã da também xadrezista Mariana Sofia Teixeira da Silva, que ganhou os campeonatos nacionais de 2019, 2022 e 2023 e foi 3.ª classificada nos sub-20 de semirrápidas 2015/2016, sendo, pela FIDE, WMF.(p.7).